# Мізида реліктова
Мізида реліктова (Mysis relicta) — вид ракоподібних з ряду мізид (Mysida).

## Поширення
Вид поширений в озерах Данії, Швеції, на півночі Німеччини та Польщі, у Литві, Білорусі та північно-західних прикордонних регіонах Росії.

## Класифікація
Раніше Mysis relicta розглядалася як циркумполярний вид, що також присутній у Північній Америці та Північній Азії. Ревізія 2005 року поділила ці циркумполярні прісноводні популяції мізид на чотири різні види. Окрім північноєвропейського Mysis relicta, виокремили Mysis diluviana (озера Сполучених Штатів та Канади), Mysis segerstralei (циркумполярний вид) та Mysis salemaai (Балтійський регіон).

## Спосіб життя
Реліктова мізида мешкає в глибоководних оліготрофних озерах, де дотримується придонних горизонтів нижньої літоралі. Зустрічається на всіх типах ґрунтів, але найбільші концентрації відмічені на кам'янистих і скелястих схилах дна. У нічний час рачок робить вертикальні міграції і піднімається до поверхні. Для цього виду стадний спосіб життя, причому молодь часто тримається разом з дорослими, що вказує на захисну функцію стад. Рачки харчуються детритом (вдень) і планктоном (вночі).
Розмноження мізид, як і інших льодовикових реліктів, приурочене до холодної пори року. Молодь вилуплюється з яєць і залишає марсупій в березні-квітні. Парування відбувається в жовтні, після чого самці, в основному, гинуть. Плодючість мізид невелика і рідко перевищує 20 яєць на самицю.

## Охорона
Вид занесений до Червоної книги Республіки Білорусь та Червоної книги Литви.